# Cyriel Durein
Cyriel Durein (Sint-Andries, 13 februari 1885 - 9 december 1951) was een Belgische politicus. Hij was burgemeester van de West-Vlaamse gemeente Sint-Andries bij Brugge.

## Levensloop
Durein werd in 1926 schepen van financies in Sint-Andries. Hij had een aanzienlijke inbreng bij het tot stand komen van de nieuwe parochiekerk voor de parochie Sint-Baafs.
Tijdens de Tweede Wereldoorlog bleef hij op post, ook nadat de burgemeester was aan de kant gezet, en de VNV'er Elias Couvreur begin juli 1941 zijn plaats had ingenomen. In mei 1942 werd aan Durein ambtsverbod opgelegd. Hij was 57 en had dus de door de bezetter gestelde leeftijdsgrens nog niet bereikt, maar hij stond algemeen bekend als anglofiel. Er werd niet in zijn vervanging voorzien, aangezien over weinige maanden Sint-Andries zou worden opgeslorpt binnen Groot-Brugge.
In september 1944 hernam hij het schepenambt.

## Burgemeester
Op 5 januari 1945 nam burgemeester Stanislas van Outryve d'Ydewalle ontslag en Durein werd zijn opvolger. Na een half dozijn edellieden, kwam een gewone burger aan de leiding van de gemeente. Bij de verkiezingen van oktober 1946 voerde hij de lijst Gemeentebelangen aan en veroverde opnieuw de volstrekte meerderheid.
Hij leidde de gemeente tijdens een financieel moeilijke periode maar slaagde er toch in met de verkregen subsidies onder meer wegverhardingen uit te voeren, terwijl hij ook ten strijde trok tegen de krotwoningen.
Toen hij overleed, werd hij opgevolgd door zijn schepen Fernand Coppieters de ter Zaele.
Hij was ook Algemeen voorzitter geweest van het Nationaal Werk van Oorlogswezen.

## Privé
Van beroep was Cyriel Durein kanthandelaar. Hij had voor de Middenjury zijn diploma's behaald van doctor in de rechten en licentiaat in het notariaat. Hij werd ook consulair rechter bij de Brugse Rechtbank van koophandel.
Hij was getrouwd met Julia Gillemon (1886-1959) en ze hadden negen kinderen. Het gezin woonde in een kasteeltje, genaamd La Sapinière, langs de Gistelsesteenweg, dat was gebouwd in 1906 door zijn schoonouders. Het werd in de jaren 1960 gesloopt.